# Bobsleigh nos Jogos Olímpicos de Inverno de 1968
O bobsleigh nos Jogos Olímpicos de Inverno de 1968 foi realizado em Grenoble, na França. Dois eventos estiveram em disputa: prova de duplas e por equipes.

## Medalhistas
| Evento           | Ouro                                                                                | Prata                                                                            | Bronze                                                               |
| ---------------- | ----------------------------------------------------------------------------------- | -------------------------------------------------------------------------------- | -------------------------------------------------------------------- |
| Duplas detalhes  | Itália I Eugenio Monti Luciano de Paolis ITA Itália                                 | Alemanha Ocidental I Horst Floth Pepi Bader FRG Alemanha Ocidental               | Romênia I Ion Panţuru Nicolae Neagoe ROM Romênia                     |
| Equipes detalhes | Itália I Eugenio Monti Luciano de Paolis Roberto Zandonella Mario Armano ITA Itália | Áustria I Erwin Thaler Reinhold Durnthaler Herbert Gruber Josef Eder AUT Áustria | Suíça I Jean Wicki Hans Candrian Willi Hofmann Walter Graf SUI Suíça |

## Quadro de medalhas
| Ordem | País                   | Medalha de ouro | Medalha de prata | Medalha de bronze |   |
| ----- | ---------------------- | --------------- | ---------------- | ----------------- | - |
| 1     | ITA Itália             | 2               |                  |                   | 2 |
| 2     | FRG Alemanha Ocidental |                 | 1                |                   | 1 |
| 2     | AUT Áustria            |                 | 1                |                   | 1 |
| 4     | ROM Romênia            |                 |                  | 1                 | 1 |
| 4     | SUI Suíça              |                 |                  | 1                 | 1 |
| TOTAL | TOTAL                  | 2               | 2                | 2                 | 6 |